# 阿甘河
阿甘河是俄羅斯的河流，位於秋明州漢特-曼西自治區內，屬於特羅姆約甘河的左支流，河道全長544公里，流域面積32,200平方公里，雨水主要來自融雪和雨水，在每年11月下旬開始結冰，直至翌年5月，河畔城鎮有拉杜日內。
61°23′34″N 74°35′23″E / 61.39278°N 74.58972°E